# Kirk Pengilly
Kirk Pengilly é um músico australiano (Kew, Victoria, Austrália, 4 de julho de 1958). Mudou-se para Sydney e tornou-se melhor amigo de Tim Farriss. Sua primeira banda foi uma banda de colégio na qual ele era o compositor e vocalista. Mas quando foi formada a banda The Farriss Brothers em 1977 desistiu das responsabilidades de vocalista e passou-as para Michael Hutchence.
Após 20 anos na banda Kirk teve um lugar definitivo na banda INXS.
Como principal "backing vocal", saxofonista e guitarrista, contribuiu para o grande êxito da música que os INXS lançaram. Ele escreveu, produziu e participou de vários lados-B.